# Ян Меля
Ян Меля (пол. Jan Mela) — польський мандрівник і громадський активіст. Наймолодший в історії юнак, який підкорив північний і південний полюси впродовж одного року (2004). Також перша людина з інвалідністю, якій вдалося це зробити.

## Біографія
24 липня 2002 року Ян зазнав ураження електричним струмом, коли під час дощу ввійшов до незахищеної трансформаторної підстанції на майданчику в Мальборку. Повернувшись до тями, його негайно доставили до лікарні в Гданську, де після тримісячного лікування йому ампутували ліву гомілку та праве передпліччя.
Батьки хлопця вимагали від імені сина моральну компенсацію та покриття всіх медичних витрат в розмірі 300 000 злотих від концерну «Energa». На підставі висновків експертів суд вирішив, що прямою причиною нещасного випадку став не вхід Мели до станції трансформатора, а дотик рукою до електричних проводів. Також зазначалося, що від 13-річного хлопця вже можна було очікувати базових знань щодо правил безпеки, пов'язаних з електричною напругою. Суд визнав часткову провину Мелі, але призначив йому компенсацію у розмірі понад 230 тисяч злотих та щомісячні виплати, водночас концерн «Energa» мусив нести відповідальність за недбалість, оскільки трансформатора підстанція залишалася відчиненою та незахищеною.
Ян став засновником фундації «Поза горизонтами» (пол. Poza Horyzonty). Також створив програму для мандрівників «Між полюсами», яка транслювалася на «Radio Kraków». З 5 вересня по 24 жовтня 2014 року брав участь у другому сезоні «Танці з зірками», що транслювався телеканалом «Полсат». Його партнеркою стала Магдалена Сошинська; разом вони дійшли до восьмого ефіру, посівши п'яте місце. Також Ян став послом Всесвітнього дня молоді 2016 року, організованого у Кракові. 2013 року відбулася прем'єра художнього фільму «Мій полюс», сценарій якого базувався на його біографії.

## Експедиції
- 2004: Експедиція на північний і південний полюси світу впродовж одного року, за участі Марека Каміньського.
- 2008: Експедиція на Кіліманджаро.
- 2009: Експедиція на Ельбрус.
- 2010: Експедиція на скелю Ель Капітан.